# Compagnie des chemins de fer de Paris à Lyon et à la Méditerranée
De Compagnie des chemins de fer de Paris à Lyon et à la Méditerranée, veelal aangeduid als Paris-Lyon-Méditerranée (PLM), was een van de belangrijkste private Franse spoorwegmaatschappijen tussen het moment van zijn creatie in 1857 en zijn nationalisatie in 1937. De PLM was een van de maatschappijen die op 1 januari 1938 opgingen in de fusie die leidde tot de creatie van de Société nationale des chemins de fer français.
De PLM verbond de grote steden Parijs, Lyon en Marseille en bediende het zuidoosten van Frankrijk, meer bepaald de Côte d'Azur, de Provence, de Cevennen en de Franse Alpen. Hierdoor had de maatschappij enkele populaire routes, ook voor een rijker cliënteel en verzorgde ze bij uitstek de verbindingen voor de zomervlucht van de Parijzenaars. 
Het Parijse kopstation van de Compagnie des chemins de fer de Paris à Lyon et à la Méditerranée was de Gare de Lyon. Het statige hoofdkwartier van de PLM was merkwaardig genoeg gelegen in de Rue Saint-Lazare, niet ver van de Gare Saint-Lazare, en niet in de buurt van de Gare de Lyon.

## Geschiedenis
De planning van de aanleg voor de spoorweg Paris-Lyon - Marseille-Saint-Charles begonnen in de jaren 1840. Het is de staat die concessies toekent aan meerdere maatschappijen: 
- in 1843 aan de Compagnie du chemin de fer de Marseille à Avignon voor het zuidelijk segment van Avignon tot Marseille, een segment dat in 1852 wordt afgewerkt.
- in 1844 wordt de Compagnie du chemin de fer de Paris à Lyon het in de naam vermelde segment toegewezen, waarbij eerst wordt gewerkt aan de verbinding van Parijs met Dijon. Stelselmatig wordt dan verder naar het zuiden en Lyon gewerkt waarbij Chalon-sur-Saône bereikt wordt in 1851.
- in 1846 wordt het traject van Lyon naar Avignon, met een aftakking naar Grenoble, gegund aan de Compagnie du chemin de fer de Lyon à Avignon. Deze werken startten in 1849 en worden afgerond in 1856.

Een eerste fusieoperatie in 1852 leidt tot twee restmaatschappijen, de Compagnie du chemin de fer de Lyon à la Méditerranée (LM) en de in 1844 gecreëerde Compagnie du chemin de fer de Paris à Lyon (PL). Deze twee maatschappijen fuseren in 1857 tot de Compagnie des chemins de fer de Paris à Lyon et à la Méditerranée.

## Spoornetwerk
- Paris-Lyon - Marseille-Saint-Charles
- Lyon – Genève
- Saint-Étienne – Le Puy-en-Velay
- Saint-Étienne – Clermont-Ferrand
- Alès – La Grand-Combe
- Marseille-Saint-Charles - Ventimiglia
- Dijon-Ville – Vallorbe
- Andelot-en-Montagne - La Cluse
- Frasne - Verrières-de-Joux
- Dole – Besançon – Belfort
- Paray-le-Monial – Lyon
- Vichy – Riom
- Nice – Coni
- Chambéry – Saint-Jean-de-Maurienne – Modane
- Saint-Gervais-les-Bains-Le Fayet - Vallorcine
- Collonges – Nyon
- Forcalquier – Volx